# Josue Camacho
Josue Camacho est un boxeur portoricain né le 31 janvier 1969 à Guaynabo.

## Carrière
Passé professionnel en 1988, il remporte le titre vacant de champion du monde des poids mi-mouches WBO le 31 juillet 1992 face à Eddie Vallejo par KO à la 6e reprise. Il conserve son titre aux points face à Paul Weir puis s'incline contre Michael Carbajal le 15 juillet 1994. Camacho met un terme à sa carrière de boxeur en 2002 sur un bilan de 16 victoires et 9 défaites.